# Huber Verlag
Die Huber Verlag GmbH & Co. KG war ein Magazin- und Buch-Verlag in Mannheim. Der Verlag wurde 1980 von Günther Brecht gegründet und beschäftigt 60 feste Mitarbeiter in Redaktion, Grafik, Marketing und Aboverwaltung sowie mehr als 150 freie Reporter. Publiziert werden die periodischen Magazine Bikers News, Custombike, Dream-Machines, TätowierMagazin und Tattoo Erotica. Dazu veröffentlicht der Verlag einmal im Jahr das Dream-Machines Roadbook und das Roadster Roadbook, die als Jahrbücher für die kommende Motorradsaison dienen. Mit szenetypischen Buchproduktionen und weiteren Aktivitäten wie der Ausrichtung von Motorrad- und Tattoo-Messen wie der Custombike (Messe) und den Custombike Summer Days in Mannheim oder dem Szeneshop-Versandhandel hat der Verlag sich weitere Standbeine geschaffen.
Nach 40-jährigem Bestehen stellte der Huber Verlag am 4. Februar 2020 beim Amtsgericht Mannheim einen Insolvenzantrag. Der Geschäftsbetrieb in Form von Magazin-Druck und Veranstaltungen soll während der Insolvenz uneingeschränkt weiter geführt werden.

## Magazine
Seit 1980 existiert die Zeitschrift Bikers News, sie beschäftigt sich mit der deutschen und internationalen Biker- und Rocker-Szene.
Im Jahr 1992 kam mit Bikers Live die zweite Zeitschrift des Huber Verlags auf den Markt. Im Januar 2005 wurde das Magazin in Custombike umbenannt. Custombike zeigt Chopper, Sportler, Klassiker, Fighter, Exoten und berichtet ausführlich über Technik, Design und die aktuellen Möglichkeiten des Customizings. Fahrberichte neuster Serienmotorräder, Zubehörtests und Reiseberichte ergänzen das Themenspektrum des Monatsmagazins.
Das TätowierMagazin erscheint seit 1994, Chefredakteur ist Boris Glatthaar.
Seit 1999 erscheint eine weitere Motorrad-Zeitschrift, die sich ausschließlich dem Mythos Harley-Davidson widmet: Dream-Machines.
Die Tattoo Erotica erscheint seit 2005, 2013 wurde ein umfangreicher Relaunch durchgeführt. Das Magazin, gestartet als jährlicher Sonderband, erscheint mittlerweile sechsmal pro Jahr.
Im Juli 2007 veröffentlicht der Verlag das Dynamite! Magazine. Das Szene-Blatt beschäftigt sich mit den Themen des Rock’n’Roll Lifestyle wie Music, Clothes, Accessoires, Cars, Bikes und allem, was daraus entstanden ist oder damit zu tun hat. Es berichtet über die Trends der Szene, über angesagte Themen der Stars und Persönlichkeiten, Termine, Veranstaltungen sowie Erscheinungen der neuesten CDs, LPs, DVDs und Bücher. Exklusiv liegt jeder Ausgabe eine für das Dynamite! Magazine produzierte und limitierte CD bei.
Im Mai 2009 übernahm der Verlag das Magazin Reise Motorrad vom Münchner Lila Publishing Verlag. 2016 wurde das Magazin neugestaltet und umbenannt in ride on – Reise Motorrad. Im Dezember 2017 wurde das Printmagazin eingestellt und die Aktivitäten auf die Onlineplattform verlagert.
Nach einjähriger Vorbereitungszeit veröffentlichte das Medienhaus im Dezember 2009 erstmals ein Auto-Magazin. Motor Maniacs – The Authentic Car Magazine zeigt alle zwei Monate auf 148 Seiten Oldtimer, Youngtimer, Custom Cars, amerikanische Autos, Muscle Cars und sonstige ungewöhnliche Autos mit Baujahren bis etwa 1980. Im Mai 2013 wurde die Produktion des Magazin wieder eingestellt.
Im Oktober 2014 übernahm der Verlag das Musikmagazin Punkrock aus privater Hand. Kurz darauf, im Dezember 2014 erschien nach einer sechsmonatigen Vorbereitungszeit die Erstausgabe des Magazins Roadster. Das Magazin beschäftigt sich mit puren Motorrädern, sogenannten Naked Bikes.
Im Juli 2015 wurden die Magazine Punkrock und Dynamite Magazine vom Markt genommen. 2019 wurde das Roadster Magazin eingestellt.
Am 4. Februar 2020 stellte der Huber Verlag beim Amtsgericht Mannheim einen Insolvenzantrag. Dabei wurde der in der gesamten Zeitschriftenbranche merkliche Rückgang der Erlöse sowie der verpasste Anschluss an die Digitalisierung als Grund angegeben.
Am 29. Juni 2020 wurde bekannt gegeben, dass der Huber-Verlag geschlossen wird.
Am 16. September 2020 wurde gemeldet, dass Katharina Weber, seit 2013 Chefredakteurin von Custombike, und drei weitere langjährige Mitarbeiter bei den beiden Magazinen sich die Lizenzrechte für Custombike und Dream Machines sicherten, sie wollen die beiden Magazine wieder herausgeben.

## Bücher
- Alles über Rocker
- Rocker in Deutschland
- Die besten Motorrad-Umbauten – 1000 spektakuläre Custombikes aus aller Welt
- Cafe Racer – Von den Anfängen zum Superbike
- Buell Book – History, Umbauten, Racing, Tuning
- Cook Wild – Das Biker-Kochbuch
- Cook Wilder – Das neue Biker-Kochbuch
- Cook Wildest – Das vegane Biker-Kochbuch
- The Art of Custompainting
- Oldschool Motorcycles – Technik, Historie, Szene
- Harley-Davidson Sportster
- Harley-Davidson Dyna
- Harley-Davidson Softail
- Harley-Davidson Touring
- Harley-Davidson V-Rod
- Alles über japanische Tattoos
- 100 japanische Tattoo-Motive
- Vornamen in japanischer Schrift als Tattoo-Designs
- Japanische Schriftzeichen als Tattoo-Designs
- Tattoo Erotica – Bildband 1
- Tattoo Erotica – Bildband 2
- Marcus Walz – Hardcore for life
- Herbert Hoffmann Tattooing
- Randy Engelhard – Erfolg ist eine Reise
- Bunshin II und Horitsune II